# Novo Prático Coração
Novo Prático Coração é o segundo cd da cantora/compositora brasileira Nô Stopa. Foi lançado em 2008, e gravado de maneira independente pelo selo próprio "Sol do Meio Dia" (distibuído pela Tratore).
Assim como no álbum anterior, o disco conta com nove músicas autorais, e uma versão de "Strangelove" do Depeche Mode.
A canção "Deixa Andar" fez parte da trilha sonora da novela "Revelação", do SBT.

## Faixas
01- Novo Prático Coração

02- Deixa Andar

03- Strangelove

04- Acústico Eletro

05- Agosto

06- Dia D

07- Pra Depois

08- Beijo Periférico

09- Última Reza

10- Caramujo